# Kazumasa Hirai
Kazumasa Hirai (japonès: 平井一正)  (prefectura d'Okayama, 21 de novembre de 1949) és un aixecador de peses japonès, ja retirat, que va competir durant la dècada de 1980.
El 1976 va prendre part en els Jocs Olímpics d'Estiu de Montreal, on va guanyar la medalla de bronze del pes ploma del programa d'halterofília.
En el seu palmarès també destaquen una medalla de bronze al Campionat del món d'halterofília de 1976, així com dues medalles d'or als Jocs Asiàtics, el 1974 i 1978.